# Jean de Labadie

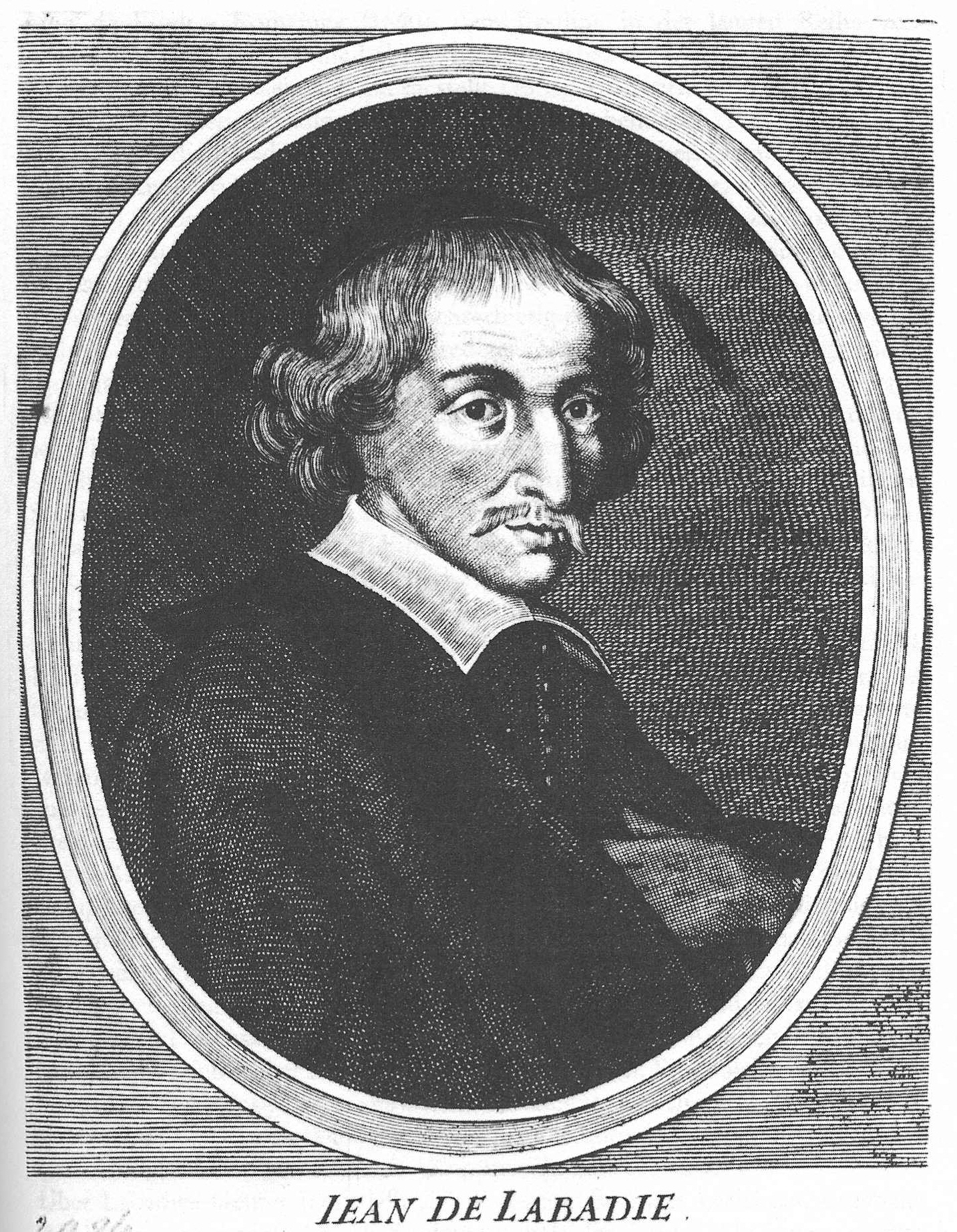
Jean de Labadie.

Jean de Labadie (Bourg, 13 de febrero de 1610 – Altona, 13 de febrero de 1674) fue un teólogo francés que combinó la influencia del jansenismo y el pietismo, desarrollando una forma de cristianismo radical que ponía el énfasis en la santidad y la vida en común. Tuvo gran influencia en los Países Bajos.
Inicialmente católico, profesó como jesuita; en 1650 se convirtió al protestantismo y fundó la comunidad conocida como labadistas o labadianos (1669), un verdadero movimiento religioso que se conoce como labadianismo y que llegó a contar con seiscientos mil miembros en su época de mayor auge, a finales del siglo XVII y comienzos del siglo XVIII. Labadie consiguió la conversión de notables mujeres, como la escritora Anna Maria van Schurman y la artista entomológica Maria Sibylla Merian.

## Vida
Hijo de un funcionario, entró en la Compañía de Jesús en 1625 y fue ordenado sacerdote en 1635. En 1639 sus problemas de salud y los enfrentamientos con otros jesuitas le hicieron alejars, y ocupar plazas de sacerdote diocesano en Burdeos, París y Amiens. Se aproximó al jansenismo y comenzó a estudiar intensamente la Biblia, mostrando una cercanía cada vez mayor con las doctrinas calvinistas. Llegó a considerarse a sí mismo como inspirado por Dios. El Cardenal Mazarino le trasladó al sur de Francia en 1646, por considerarle un perturbador de la paz. Una vez en Montauban, en 1650 se convirtió al protestantismo, ingresando en la Iglesia reformada local.
Fue pastor protestante y profesor de teología en Montauban entre 1652 y 1657. En 1659 ejerció como pastor protestante en Ginebra, donde reunió un notable conjunto de discípulos: Pierre Yvon Pierre Dulignon, François Menuret y Friedrich Theodor Untereyck Spanheim.
En 1666 fue nombrado predicador en Middelburgin (Países Bajos), de donde fue despedido a causa de sus opiniones teológicas en 1669. Entonces fundó en Ámsterdam una casa-iglesia que sirvió como modelo para posteriores fundaciones. La persecución que sufría su comunidad en Holanda le hicieron trasladarse en 1670, junto con su pupila Anna Maria van Schurman y el resto de su congregación, a la ciudad alemana de Herford, donde Isabel de Bohemia, princesa palatina acogía a disidentes religiosos.
No obstante, también allí fue presionado e incomodado, debiendo trasladarse nuevamente en 1672. Los dos últimos años de su vida los pasó en la ciudad de Altona, cerca de Hamburgo, en territorio entonces bajo soberanía danesa. Las comunidades labadistas se expandieron por Europa y América en los años siguientes, pero se disolvieron hacia 1732.

## Obra
Toda su obra fue condenada por la Santa Sede, apareciendo en el Índice de Libros Prohibidos ya en 1654 (ratificándose y ampliándose tal medida mediante sucesivos decretos del Santo Oficio en 1665, 1692 y 1694, los dos últimos estando ya fallecido su autor). Su tratado más influyente fue The Reform of the Church Through the Pastorate (1667).
- Introduction à la piété dans les Mystères, Paroles et ceremonies de la Messe, Amiens, 1642.
- Odes sacrées sur le Très-adorable et auguste Mystère du S. Sacrement de l'Autel, Amiens, 1642.
- Traité de la Solitude chrestienne, ou la vie retirée du siècle, Paris, 1645.
- Déclaration de Jean de Labadie, cy-devant prestre, predicateur et chanoine d'Amiens, contenant les raisons qui l'ont obligé à quitter la communion de l'Eglise Romaine pour se ranger à celle de  l'Eglise Réformée, Montauban, 1650.
- Lettre de Jean de Labadie à ses amis de la Communion Romaine touchant sa Declaration, Montauban, 1651.
- Les Elevations d'esprit à Dieu, ou Contemplations fort instruisantes sur les plus grands Mysteres de la Foy, Montauban, 1651.
- Les Entretiens d'esprit durant le jour; ou Reflexions importantes sur la vie humaine, ...sur le Christianisme,...sur le besoin de la Reformation de ses Moeurs, Montauban, 1651.
- Le Bon Usage de l'Eucharistie, Montauban, 1656.
- Practique des Oraisons, mentale et vocale..., Montauban, 1656.
- Recueil de quelques  Maximes importantes de Doctrine, de  Conduite et de Pieté Chrestienne, Montauban, 1657 (Ginebra, 1659).
- Les Saintes Décades de Quatrains de Pieté Chretienne touchant à la connoissance de Dieu, son honneur, son amour et l'union de l'âme avec lui , Orange, 1658 (Ginebra, 1659, Ámsterdam, 1671).
- La pratique de l'oraison et meditation Chretienne , Ginebra, 1660.
- Le Iûne religieus ou le moyen de le bien faire, Ginebra, 1665.
- Jugement charitable et juste  sur l'état present des Juifs, Ámsterdam 1667.
- Le Triomphe de l'Eucharistie, ou la vraye doctrine du St. Sacrement, avec les moyens d'y bien participer, Ámsterdam, 1667.
- Le Héraut du Grand Roy Jesus, ou Eclaircissement de la doctrine de Jean de Labadie, pasteur, sur le Règne glorieux de Jésus-Christ et de ses saints en la terre aux derniers temps, Ámsterdam, 1667.
- L'Idée d'un bon pasteur et d'une bonne Eglise, Ámsterdam, 1667.
- Les Divins Herauts de la Penitence au Monde..., Ámsterdam, 1667.
- La Reformation de l'Eglise par le Pastorat, Middelburg, 1667.
- Le Veritable Exorcisme, Ámsterdam, 1667.
- Le Discernement d'une Veritable Eglise  suivant l'Ecriture Sainte, Ámsterdam, 1668.
- La Puissance eclesiastique bornée à l'Ecriture et par Elle..., Ámsterdam, 1668.
- Manuel de Pieté, Middelburg 1668.
- Declaration Chrestienne et sincère de plusieurs Membres de l'Eglise de Dieu et de Jésus-Christ touchant les Justes Raisons et les Motifs  qui les obligent à n'avoir point de Communion avec le synode dit Vualon, La Haya, 1669.
- Points fondamentaux de la vie vraimant Chretiene, Ámsterdam 1670.
- Abrégé du Veritable Christianisme et Téoretique et pratique..., Ámsterdam, 1670.
- Le Chant Royal du Grand Roy Jésus, ou les Hymnes et Cantiques de l'Aigneau..., Ámsterdam, 1670.
- Receüil de diverses Chansons Spiritüeles, Ámsterdam, 1670.
- L'Empire du S. Esprit sur les Ames..., Ámsterdam, 1671.
- Eclaircissement ou Declaration de la Foy et de la pureté des sentimens en la doctrine des Srs. Jean de Labadie, Pierre Yvon, Pierre Dulignon..., Ámsterdam,  1671.
- Veritas sui vindex, seu solemnis fidei declaratio..., Herford, 1672.
- Jesus revelé de nouveau..., Altona, 1673.
- Fragmens de quelques poesies et sentimens d'esprit..., Ámsterdam, 1678.
- Poésies sacrées de l'amour divin, Ámsterdam, 1680.
- Recueil de Cantiques spirituels, Ámsterdam, 1680.
- Le Chretien regeneré ou nul, Ámsterdam, 1685.